# Trikitixa
La trikitixa («acordeón pequeño») es un acordeón diatónico de botones, de origen italiano. Es un instrumento de viento que se usa desde el siglo XIX en el País Vasco. También es conocida en otras partes de Europa y América con bastantes cambios.
La mayoría de las veces se toca junto con una pandereta, es decir, junto con un panderetero. Por lo tanto, más que al instrumento es al tipo de música que crea esta pareja a la que se le llama con el nombre onomatopéyico trikiti. Es un instrumento musical que se toca en las romerías del País Vasco.

## Historia
Su origen es italiano, aunque su uso se extendió llegando a otras regiones de Europa, como el País Vasco, donde comenzó su difusión a finales del siglo XIX. En 1889 está la primera mención escrita, de una romería de Urkiola. Las teorías más abiertas dicen que este instrumento musical vino de los Alpes, de la frontera entre Francia e Italia. En el País Vasco, según la creencia de muchos,[¿quién?] este instrumento tuvo su proceso de extensión de Vizcaya a Guipúzcoa. Hoy en día la Asociación de Trikitixas del País Vasco se encuentra en Zarauz. La trikitixa era despreciada y mal vista en la sociedad: los sacerdotes católicos lo veían como «el fuelle del infierno», porque incitaba a la gente a bailar pegados y la Iglesia prohibía esos bailes en aquellos siglos. La Iglesia, el Ayuntamiento y el Gobierno estaban unidos en una guerra contra la trikitixa, prohibiendo las romerías y en algunos casos incluso apresando a bailarines que bailaban su música y músicos que la tocaban. El Nacionalismo Vasco tampoco acogió como suyo propio este instrumento musical hasta después de la guerra.
Este nombre se usa principalmente en País Vasco, Navarra o en lugares con presencia de la cultura vasca y habitualmente se utiliza este término para designar un baile, baile agarrado y baile suelto, o estilo de música tradicional vasca que utiliza este tipo de acordeón.
En el País Vasco, en el siglo XIX se hizo hueco este instrumento para interpretar música popular, ya que además de tener un sonido muy completo, es muy pequeño y fácil de llevar a cualquier lugar: es muy común ver a los intérpretes tocar este instrumento de pie o andando, cuando tocan en una romería.

## Latrikitixaen el País Vasco
El primer dato escrito de este acordeón diatónico es del año 1889. En ese año Juan Carlos Guerra, en la romería de Urkiola situó y llamó a este instrumento como «un acordeón diatónico nuevo». De dónde viene y hacia dónde se expandió, sin embargo, no está tan claro. Hay dos teorías principales acerca de esto. La más conocida es que se expandió cuando los trabajadores  de los Alpes (tanto franceses como italianos) vinieron a construir las vías del tren. Otras teorías dicen que se expandió desde Vizcaya a Guipúzcoa. Desde Bilbao a Arratia, Zornoza, Guernica, Lea-Artibai y después a Elgóibar, a los alrededores de Éibar y Elgueta. La tienda Zengotita estaba en Bilbao y lo más seguro es que los primeros instrumentos fueran de la marca Hohner y que la tienda Zengotita los comercializaba. Lo que está claro es que este acordeón diatónico se expandió a toda Europa a finales del siglo XIX, en barco, en tren y de todos los modos posibles.

### Arraigo
La trikitixa pronto ocupó un lugar importante entre los instrumentos que interpretaban el repertorio de la música popular. En opinión de Urraza, se trata de un instrumento ligero, pequeño, fácil de llevar a cualquier ermita. Los bajos posibilitan seguir a un ritmo. Afincó sus raíces en ambientes campestres, puesto que en las ciudades tenía muchos competidores, como las banda, metales, etc. A los txistularis y atabalaris se les pagaba en cualquier municipio, y la trikitixa se convirtió en pieza fundamental de las romerías.

## En la actualidad
La sociedad ha sido testigo de grandes cambios desde el siglo anterior al día de hoy. La trikitixa ha cambiado junto a la sociedad, y se ha abierto a nuevas influencias, estilos y formas de interpretar. En opinión de Beltrán, «no existe en la sociedad actual aquel deseo de entonces de bailes de plaza. La trikitixa ha encontrado nuevos espacios y todavía es algo en constante cambio. Se están creando muchos caminos, pero en general conserva es punto de lo popular. Mucha gente sigue viviendo de la trikitixa (enseñando, vendiendo, tocando, organizando…)». Urraza, en cambio, se nos muestra muy crítico: “Es un elemento en la formación musical. Muchos que no muestran interés alguno ante el solfeo aprenden trikitixa. Se ha extendido a nivel popular. Hubo creadores y existen unos pocos, pero son demasiados los que repiten”. Podemos decir que la tendencia tradicional de la trikitixa es parte del patrimonio cultural. Si no se transforma no se mantiene, y si no se mantiene, se muere.
El 6 de marzo de 2025 se publicó el Real Decreto 104/2025, de 18 de febrero,
https://www.boe.es/diario_boe/txt.php?id=BOE-A-2025-4409, por el que se crea la especialidad de Trikitixa en las enseñanzas profesionales de música y se establecen los aspectos básicos del currículo de esta especialidad.

## Trikitilaris
Los que tocan este instrumento se llaman acordeonistas y en euskera trikitilariak. Estos son los más reconocidos:
· Faustino Azpiazu, "Sakabi" (Lastur, 1916-1995)
- Pedro Sodupe Gelatxo (Elgoibar, 1928-2007)
- Kaxiano (Lizarza, 1932-2002)
- Iñaki Garmendia Laja (Azcoitia, 1994-2019)
- Tomás Soraluze – de mote Tomás Epelde- (Azcoitia, 1945), del grupo Eepelde y Larrañaga.
- Iñaki Malbadi (Albíztur, 1957)
- Joseba Tapia (Lasarte-Oria, 1964)
- Kepa Junkera (Bilbao, 1965)
- Iker Goenaga (Zizurkil, 1974)
- Alaitz Telletxea (Oiartzun, 1976), miembro del grupo Alaitz eta Maider.
- Maixa Lizarribar (Tolosa), miembro del grupo Maixa ta Ixiar.
- Xabi Aburruzaga (Portugalete, 1978)

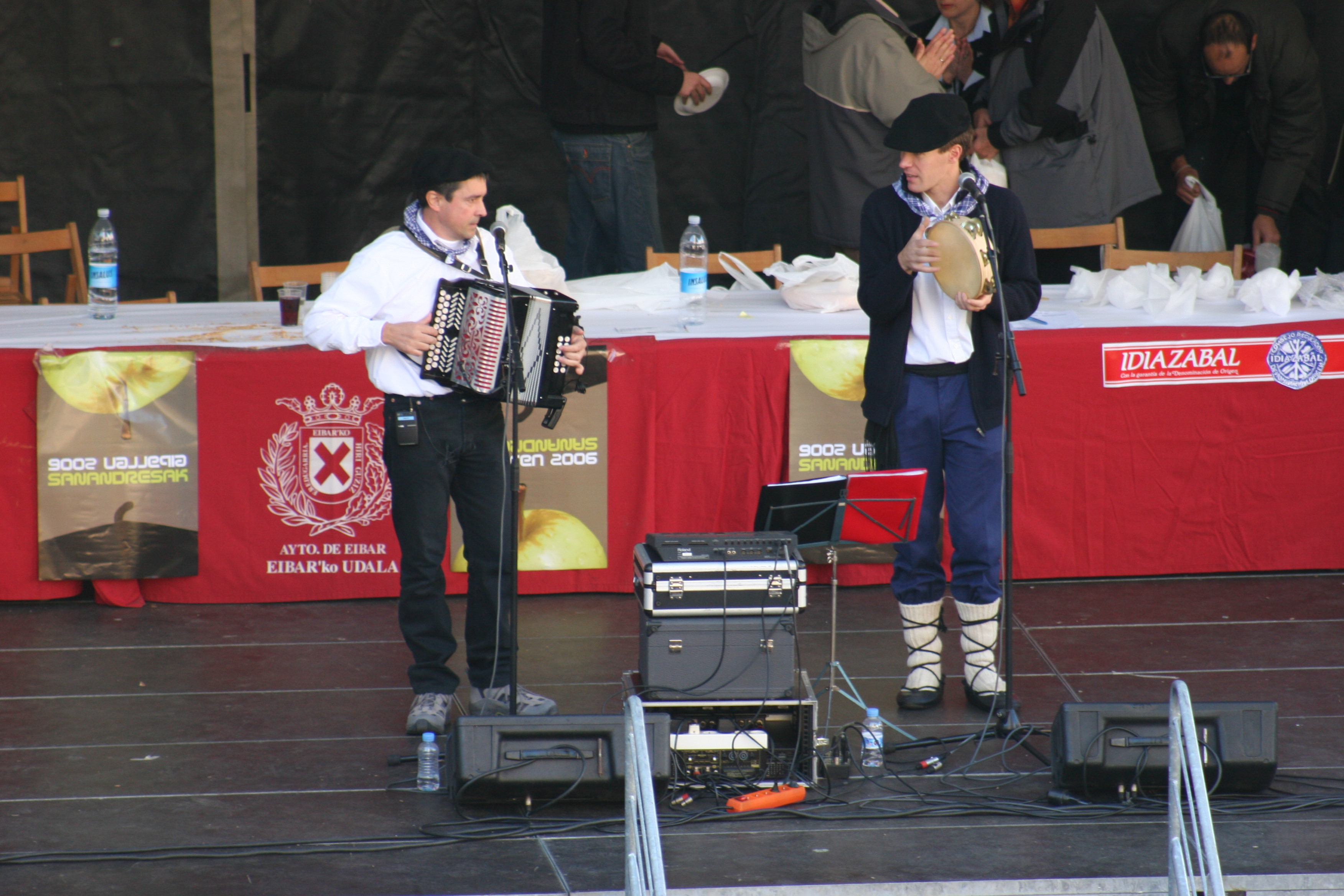
Dúo con triki y pandero.

La trikitixa y el pandero están muy unidos, tanto es así que es muy difícil ver alguien tocando este instrumento sin una pareja que juegue y marque un ritmo con el pandero.
A la persona que toca la trikitixa se le denomina trikitilari.

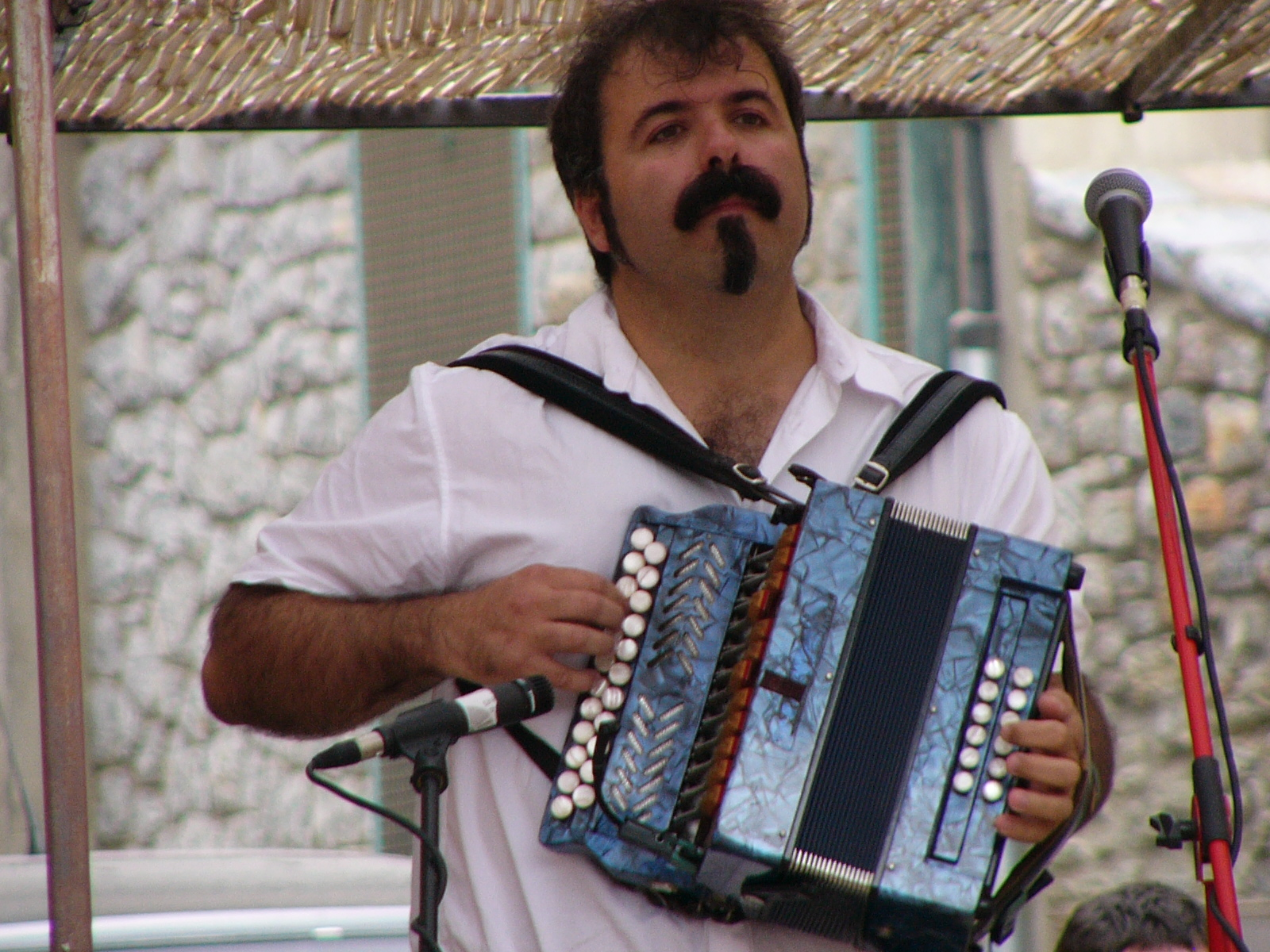
Joseba Tapia.

- Kepa Junkera.
- Joseba Tapia.
- Julen Alonso.
- Xabi Aburruzaga.
- Adolfo Jainaga.
- Xabier Solano.
- Xabier Arakama.
- Pedro Sodupe "Gelatxo". †
- Kaxiano Ibarguren. †
- Iñaki Garmendia "Laja". †
- Tomas Soraluze "Epelde".
- Iñaki Malbadi.
- Iker Goenaga.
- Alaitz Telletxea.
- Maixa Lizarribar.
- Ines Osinaga.
- Xabier Zabale.
- Iker Goenaga.
- Lorea Jainaga.
- Josune Arakistain.
- Maddi Alberdi.
- Maier Fernandez.
- Agurtzane Elustondo.
- Joxe Agustin Elorza.
- Iñaki Plaza.
- Oskar Estanga.
- Itsaso Elizagoien.

## Grupos
- Iñaki eta Ramon
- Alaitz eta Maider.
- Egarri.
- Esne Beltza.
- Etzakit.
- Gose
- Maixa eta Ixiar.
- Salbluespunk
- Tapia eta Leturia.
- Gozategi
- Imuntzo eta Beloki.
- Epelde eta Larrañaga.
- Elorza anaiak.
- Kupela Taldea.
- Lin Ton Taun.
- Ken Zazpi.
- Korrontzi.
- Huntza.